# Chalcionellus io
Chalcionellus io är en skalbaggsart som beskrevs av Miłosz A. Mazur 1993. Chalcionellus io ingår i släktet Chalcionellus och familjen stumpbaggar. Inga underarter finns listade i Catalogue of Life.